# 浜松日体中学校・高等学校
浜松日体中学校・高等学校（はままつにったいちゅうがっこう・こうとうがっこう）は、静岡県浜松市中央区半田山三丁目にある私立中学校・高等学校（併設型中高一貫校）。

## 概要
日本体育会（現学校法人日本体育大学）により、1963年4月に浜松日体高等学校が開校した。その後、1981年4月に理数コースが設置された。2002年4月に浜松日体中学校が開校し、これによって併設型中高一貫校となった。現在は、高等学校に特別選抜・選抜コース、文理コース、一貫コースがそれぞれ設置されている。

## 学校行事
- 強歩大会（4月）
- 日体祭（文化祭6月）
- 球技大会（7月、1,2年生12月）
- 体育祭(10月)
- 修学旅行（高校2年生10月）
- 語学研修（中学3年生11月（オーストラリア））
- 遠足（1,3年生10月）
- マラソン大会（1,2年生1月）
- 宿泊研修（高校生は2016年から廃止、中学生は年2回※感染症拡大のため2020年～現在中止）

## 進路
卒業生のほとんどが大学に進学している。（2023年5月現在）。

## 交通
- 遠鉄バス
  - 浜松駅バスターミナル13のりばより50 山の手医大線
  - 平日登校時に限り、浜松駅バスターミナル12のりばより、「直通　半田山・日体高前行き」の運行もある。
  - 小松駅より100 浜北医大三方原聖隷線
    - 以上の路線に乗車し、「日体高前」バス停で下車[2]。
- この他、スクールバスを運行している[3]。

## 系列校
- 日本体育大学
- 日本体育大学荏原高等学校
- 日本体育大学医療専門学校
- 日本体育大学柏高等学校
- 日本体育大学桜華中学校・高等学校
- 日体幼稚園
- 日本体育大学附属高等支援学校

## 不祥事

### 暴行動画流出事件
男子バレーボール部顧問による暴行
2013年9月16日、男子バレーボール部の顧問が部員に十数発もの平手打ちを浴びせ続ける様子が告発文と共にYouTubeにアップロードされ、インターネット上を中心に騒動となった。動画には、この教員が「ふざけんなてめえ」 などと大声を張り上げながら、無抵抗の部員に対して何度も平手打ちを食らわせる様子が映っていた。暴行を加えていた教員は「プレーがよくないので気合を入れるつもりだった」 などと主張しているが、マスコミの取材に対して教頭が「体罰と認識している。あってはならないことで、大変申し訳ない」 と述べ、謝罪する事態に発展した。学校側は、暴行の件について「日常的ではなかった」 と説明している。しかし、暴行を加えた教員は1996年からバレーボール部を担当しているが、動画に撮影された日だけではなく、過去にも生徒に対し暴行を加えていたことを認めている。2012年には、別の部員に対して何度も平手打ちをしていた。この部員は鼻血を出すほどの怪我を負ったが、この時点で既に学校側も事実を把握していたにもかかわらず、口頭での注意にとどめていた。2012年の体罰の件は、文部科学省にも報告済みであった。なお、本校の設立母体である日本体育大学では、2013年に学長名で「反体罰・反暴力宣言」を策定しており「いかなる事情があろうとも体罰・パワーハラスメント等の暴力についてはこれを排除します」 と明言している。
不祥事への対応
2013年9月18日になって、校長は「お詫びとお願い」と題したコメントを発表し「バレーボール部の遠征中に部活動顧問による体罰が発生しました。体罰はいかなる理由があろうとも許されるものではなく、今回の件は弁解の余地のないもの」 と謝罪した。一方、保護者に対しては9月17日に説明会を開催したが、その内容について教頭は「保護者の大半から『体罰のない形で今後も指導を受けたい』と要望された」 と主張している。
また、この不祥事が発覚した当初、学校側は「日常的ではなかった」 と主張し、日常的な体罰の存在を否定していた。さらに、教頭は「生徒たちも『日常茶飯事ではない』といっている。本人たちがそう言っている以上信用するしかない」 と発言するなど、生徒側も日常的な体罰の存在を否定していると主張していた。ところが実際には、日常的に体罰を受けていたとの証言が、生徒側から相次いでいた。学校側も認めざるを得ない状況となったことから、前言を撤回し、体罰が日常的に行われていたと認める事態となった。
同年9月21日の全校保護者会では、校長が自ら「日常的に体罰が繰り返されていた」 と認めて、出席者に謝罪した。また、男子バレーボール部副顧問は、日常的に顧問が体罰を加えているのを知りながら容認していたことを明かし、謝罪した。問題となった動画が撮影された際には副顧問は不在だったが、出席者から「副顧問は見て見ぬふりをしていたのでは」 と質問されると、副顧問は「（日常的な体罰を）止められず、申し訳ありません」 と謝罪した。また、「体罰を知っていながら止められなかったのか」 と質問されると、副顧問は「見ていたが、止められなかった」 と説明した。他の教員からも「同じ教員でありながら注意できなかった」 との発言がなされるなど、教員側も体罰が日常的であることを以前から知っており、さらにそれを容認していたことが明らかとなった。
不祥事に対する反響
教諭の体罰の動画が騒動となった2013年9月16日に、静岡県教育委員会委員長の溝口紀子の下にこの問題を告発するメッセージが寄せられた。ただ、静岡県教育委員会は私立学校に対する指揮監督権限がなく注意勧告しかできないため、溝口はその旨を率直に説明したうえで県の相談窓口を案内するとともに、日本バレーボール協会など外部機関に連絡するなどの方法をアドバイスしている。また、溝口は「学校側が第三者委員会を発足し、生徒のプライバシー保護を前提に調査すべき」 と指摘したうえで、静岡県庁文化・観光部文化学術局私学振興課が学校に対応を要請することを示唆している。なお、溝口が言及した日本バレーボール協会では倫理規定を策定しているが、それによれば「指導に名を借りた暴力行為、いじめ、パワーハラスメント」 等の行為は明確に禁じられており、違反した場合は「登録抹消、協議会への出場停止、戒告その他必要に応じた処分」 等を行うと定められている。
教育の場における生々しい暴行の様子を映した動画は、日本国外でも驚きをもって受けとめられた。フランスにおいては、フィガロやル・パリジャンが「16秒間で13回も平手打ちした」点などに注目し詳しく報道するなど、日本国外のマスコミも大きく報道している。フランス通信社はこの事件の記事を世界中に配信しているが、その記事において、日本では太平洋戦争後に体罰が禁止されたにもかかわらずいまだに根絶されていないと指摘するなど、日本の教育そのものに対する注目も集まる大きな騒ぎとなった。本校卒業生ら9129人分からなる処分の軽減を求めた嘆願書を提出。当該顧問は2013年に諭旨免職処分 となったが、2015年に静清高等学校のバレー部の監督に就任し、弱小で部員数3人だった部の再建をした。なお、2014年2月に公認スポーツ指導員資格を取り消された。その後、再取得を目指すものの、2018年11月の共通科目の検定試験を替え玉受験させており、2019年6月3日付で、受講取消処分が下された。

### 教員による部活動中の事件
教員による設備や備品への殴打行為・暴行
上記の教員が、部活動の指導中、体育館の壁など学校の設備や備品を何度もバットで叩く行為を行っていた。その理由について、教員は「生徒はたたけないので、やり場のないときに気持ちを抑えるためにやった」 などと主張し、自身の感情のフラストレーションを解消する目的だったと説明している。また、過去にもバットを使って、同様の行為を繰り返していたことを認めている。ところが、実際には部員に直接バットで殴っていたことが明らかとなった。この教員により複数の部員がバットで殴打されており、そのなかには、痣ができるまで尻をバットで殴られた者もいた。バットで殴打した理由について、教員は試合でミスをしたからだと主張している。このバットによる殴打事件が明らかになった際にも、教頭は日常的な体罰は確認できていないと主張している。
教員によるマネージャーへの暴行
上記の教員は、2013年夏にマネージャーに対して平手打ちするなど暴行を加えていた。部活動終了後にこの教員が部室を見回ったところ、当時減量中だった部員が菓子を食べていたのを発見した。その際、教員は管理不行き届きだと主張して、菓子を食べていた部員ではなくマネージャーの顔を平手打ちにした。さらに、マネージャーに対して自身の顔に手を当てるよう強要し、その手の上から教員がさらに何度も叩いていた。教頭の説明によれば、この教員は「部員との人間関係ができたうえで、ふざけあっていた行為。当時は体罰とは考えていなかった」 と述べているとされ、あくまでも部員やマネージャーと教員とのふざけ合いに過ぎないと主張している。
教員による日常的な暴行
上記の教員は、土休日に行われる練習試合の度に部員に暴行を加えていた。練習試合はほぼ毎週行われていたが、この教員は部員がミスをする度に平手打ちしたり、竹刀やバットで殴打するなどの暴行に及んでいた。叩かれた部員が鼻や口から出血するほどの怪我を負っても、やめることなくそのまま叩き続けていた。元部員は「体罰は日常的だった。土曜、日曜の練習試合でミスをするたびに絶対に殴られるという状況」 だと証言しており、本校では体罰が日常的な光景だったと指摘されている。また、この教員は部外者の前でも部員に対する暴行に及んでおり、元部員から「学校は、日常的に体罰があったことを知っているはず」「生徒よりも自分たちを守るためにうそをついているのではないか」 などと指摘されている。なお、本校での体罰問題が発覚した当初、学校側は日常的な体罰を否定していた。

### 教員による授業中の体罰事件
体育の教師による体罰行為
2013年9月に上記の暴力行為が問題になった際、教頭は「顧問は『気合を入れるために殴った』と話しており、生徒たちも『日常茶飯事ではない』といっている。本人たちがそう言っている以上信用するしかない」 と述べるなど、学校内で体罰が日常的に行われているわけではないと主張していた。ところが、マスコミの取材に対して「体育の時間でも部活のときでも、普通に皆の前でやるんで…」 と証言する生徒が現れるなど、男子バレーボール部だけではなく、体育の授業においても教員による体罰行為が繰り返されていることが明らかになった。
プールでの体罰
体育の授業においては、水泳の時間などでも体罰が横行していた。生徒をプールの飛び込み台に立たせると、教員が生徒に対して平手打ちを加え、さらに飛び込み台から下に突き落すなどの行為を行っていた。

### 野球部員による集団器物損壊事案
2011年、日体高校野球部員数人が、近隣の民家数軒に向け、故意にファールボールを上げる近隣トラブルを起こした。そのため、野球部は1ヶ月程度の活動自粛。近隣住民は警察等に相談したものの、OB等が間に入り事件化はされなかった。

## 出身者
- 池田向希 - 陸上競技選手
- イシノユウキ（音楽ユニット Jam9 メンバー、高等部）[40]
- 木村慎 - 陸上競技選手[要出典]
- 佐藤政樹 - （人材育成トレーナー、元『劇団四季』俳優。）
- Giz'Mo（音楽ユニット Jam9 メンバー、高等部）[40]
- 竹本章人 - サッカー選手
- マキノノゾミ - 俳優・脚本家[要出典]
- 皆川康夫 - プロ野球選手[要出典]
- 村松崇継 - 作曲家・ピアニスト[要出典]
- 柳家緑助 - 落語家
- 渡辺広明（流通アナリスト、流通ジャーナリスト）[41]